# Rodolfo Stavenhagen
Rodolfo Stavenhagen (29 août 1932 - 5 novembre 2016) est un sociologue et anthropologue mexicain d’origine allemande spécialisé dans l’étude des droits de l’homme et des relations politiques entre les peuples autochtones et les États. Il a été professeur-chercheur au Colegio de México. En 2001, la Commission des droits de l'homme des Nations Unies le nomme premier rapporteur spécial des Nations unies sur la situation des droits de l’homme et des libertés fondamentales des peuples autochtones en application de la résolution 2001/57. Son mandat a pris fin le 30 avril 2008. Il a été remplacé par le professeur S. James Anaya de l'Université de l'Arizona.
Il est né en 1932 à Francfort dans une famille juive, et à cause de la persécution nazie, sa famille a fui au Mexique en 1940. Il a étudié à l'Université de Chicago et plus tard à l'Escuela Nacional de Antropología e Historia du Mexique, avant de recevoir son doctorat à l'Université de Paris,,,.
Il a enseigné comme professeur invité à Harvard et Stanford et à  l'UNAM. L'Institut international d'études sociales (ISS) a décerné sa bourse d'honneur à Rodolfo Stavenhagen en 1982.

## Publications sélectionnées en anglais
- Stavenhagen, Rodolfo. "Les peuples autochtones et l'État en Amérique latine : un débat en cours." Dans Multiculturalisme en Amérique latine, pp. 24-44. Palgrave Macmillan Royaume-Uni, 2002. Harvard
- Stavenhagen, R. (1996). Droits autochtones : quelques problèmes conceptuels. Construire la démocratie : Droits de l'homme, citoyenneté et société en Amérique latine, 141-159.
- Stavenhagen, R. (2003). Rapport du Rapporteur spécial sur la situation des droits de l'homme et des libertés fondamentales des peuples autochtones. Engager le rapporteur spécial des Nations unies sur les peuples autochtones : opportunités et défis. Baguio City, Philippines : Fondation TEBTEBBA.
- Stavenhagen, Rodolfo. "Défier l'État-nation en Amérique latine." Journal des affaires internationales (1992) : 421-440.
- Stavenhagen, Rodolfo. "Aspects sociaux de la structure agraire au Mexique." Recherche sociale (1966) : 463-485.
- Stavenhagen, Rodolfo. «Le capitalisme et la paysannerie au Mexique». Perspectives latino-américaines 5, non. 3 (1978) : 27-37.
- Chartes, Claire et Rodolfo Stavenhagen. Faire en sorte que la déclaration fonctionne : La Déclaration des Nations unies sur les droits des peuples autochtones. Copenhague : IWGIA, 2009.
- Stavenhagen, R. (2008). Construire la citoyenneté interculturelle par l'éducation : une approche des droits de l'homme. Revue européenne de l'éducation, 43(2), 161-179.

- 2003 Prix Martin Diskin de l'Association des études latino-américaines
- 1997 Prix National des Arts et des Sciences du Gouvernement Mexicain